# バカリズム御一考様
『バカリズム御一考様』（バカリズムごいっこうさま）は、2013年4月2日から同年5月21日までテレビ朝日で放送されていたバラエティ番組。全8回。
バカリズムと各回の御一考様（ゲスト）たちが、「アイデアで遊ぶ」をコンセプトに様々な企画を遂行していた深夜番組。『ネオバラ2』火曜バラエティ道場の第1弾として、2か月間限定でレギュラー放送された。レギュラー放送開始前の同年3月22日（金曜） 23:15 - 24:15には、パイロット版の『バカリズム御一考様 脳みそフル回転1時間SP』が放送された。

## 出演者
- バカリズム
- 各回の御一考様

## スタッフ
- ナレーター：古川登志夫、吉川未来、クリステル・チアリ
- 構成：北本かつら、樅野太紀
- TM：大島秀一
- TD：古橋稔
- カメラ：山口崇、住田清志
- 音声：林田群士、江尻和茂
- VE：岡平伸一
- 照明：重藤貴志
- 美術：井磧伸介
- デザイン：濱野恭平
- 美術進行：野口香織
- 大道具：小野祐樹、神谷直矢
- 小道具：鳴嶋篤史
- 電飾：千田徹哉
- モニター：鈴木久
- ヘアメイク：甲斐女衣花、関口裕子
- CG：福田隆之
- 音効：加藤つよし
- TK：吉条雅美
- 編集：小原洋一、明官充
- MA：中野真美子、川崎徹
- 協力：東京オフラインセンター、リトルベア、テレビ朝日クリエイト、テイクシステムズ、IMAGICA、ビデオ・パック・ニッポン
- 編成：寿崎和臣
- 宣伝：高橋夏子
- デスク：中川千波
- AD：石田瑞恵
- AP：西野絵梨香、吉田奈央
- ディレクター：佐藤真吾、中西正太、近藤正紀
- プロデューサー：鈴木忠親
- PD：小田隆一郎
- ゼネラルプロデューサー：藤井智久
- 制作著作：テレビ朝日

## 放送局
| 放送対象地域 | 放送局              | 系列           | 放送日時           | 放送開始日    | 備考             |
| ------------ | ------------------- | -------------- | ------------------ | ------------- | ---------------- |
| 関東広域圏   | テレビ朝日（EX）    | テレビ朝日系列 | 火曜 25:21 - 25:51 | 2013年4月2日  | 製作局           |
| 日本全域     | テレ朝チャンネル1   | CSチャンネル   | 土曜 21:30 - 22:00 | 2013年5月11日 | リピート放送あり |
| 青森県       | 青森朝日放送（ABA） | テレビ朝日系列 | 火曜 24:20 - 24:50 | 2013年6月18日 | 77日遅れ         |
| 山口県       | 山口朝日放送（yab） | テレビ朝日系列 | 月曜 24:45 - 25:15 | 2013年6月24日 | 83日遅れ         |